# Dusona peregrina
Dusona peregrina är en stekelart som först beskrevs av Thomas Vernon Wollaston 1858.  Dusona peregrina ingår i släktet Dusona och familjen brokparasitsteklar. Inga underarter finns listade i Catalogue of Life.